# Jersey Dutch

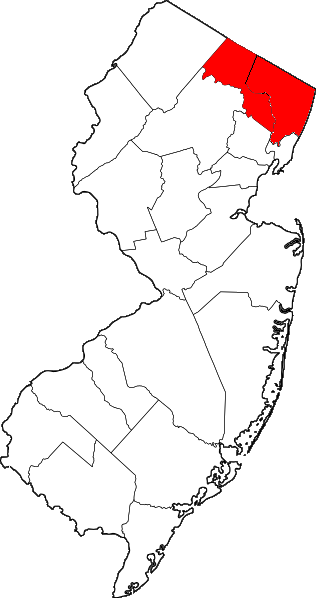
Rot: Hauptsprachgebiet des Jersey Dutch bis ins 20. Jahrhundert hinein.

Jersey Dutch war eine Sprache, die auf dem niederländischen Dialekt Seeländisch basierte. Sie wurde seit dem späten 17. Jahrhundert bis ins frühe 20. Jahrhundert vor allem in den Countys Bergen und Passaic in New Jersey gesprochen. Die Sprache, deren Hauptteil das Niederländische und das Seeländische ausmachten, übernahm auch eine hohe Anzahl Wörter zuerst aus dem Deutschen, später dann vom Englischen und auch einige Elemente aus der Sprache der Lenni-Lenape-Indianer.
Da das Jersey Dutch eine recht einfache Grammatik hatte, wurde die Sprache vielen Sklaven gelehrt, die diese dann auch untereinander sprachen; später, als sie befreit wurden, behielten sie die Sprache. Dadurch wurde die Sprache auch von einigen als Neger Duits bezeichnet – zu unterscheiden von der karibischen Kreolsprache Negerholländisch (zur Bedeutung von duits siehe Deutsch (Etymologie)).
Textbeispiel Jersey Dutch:
De v'lôrene zőn.
En kääd’l had twî jongers; de êne blêv täus;
de andere xöng vôrt f’n häus f’r en stât.
Hāi wāz nît tevrêde täus en dârkîs tû râkni ārm.
Hāi doǵti ôm dāt täus en z’n vâders pläk.
Tû zāide: äk zāl na häus xâne. Māin vâder hät plänti.
[...]
Auf Niederländisch:
Een man had twee jongens; de ene bleef thuis;
de andere ging voort van huis voor een vermogen.
Hij was niet tevreden thuis en hij werd daardoor arm.
Hij dacht aan thuis en zijn vaders plaats.
Hij zei: ik zal naar huis gaan. Mijn vader heeft overvloed.
[...]
Auf Englisch:
The lost son.
A man had two sons; the one stayed at home;
the other went abroad from home to make his fortune.
He was not content at home and therefore then he became poor.
He thought about it at home and his father’s place.
Then said: I shall go home. My father has plenty.
[...]
Auf Deutsch:
Der verlorene Sohn.
Ein Mann hatte zwei Söhne. Der eine blieb zu Hause;
der andere ging fort von zu Haus, um sein Vermögen zu machen.
Er war nicht zufrieden zu Haus und er wurde dadurch arm.
Er dachte an sein Zuhause und seines Vaters Ort.
Dann sagte er: Ich sollte nach Hause gehen. Mein Vater lebt im Überfluss.
[...]